# Epímaco de Atenas
Epímaco de Atenas (en griego: Ἐπίμαχος ὁ Ἀθήναιος, c. 300 a. C.) fue un ingeniero y arquitecto ateniense conocido por haber construido la Helépolis (‘tomadora de ciudades’), una máquina de asedio con ruedas que concibió Demetrio I de Macedonia y se construyó para usarla en el fracasado sitio de Rodas (305 a. C.).

## Biografía
Se conocen pocos detalles de su vida. Construyó otras máquinas de asedio únicas, además de la Helépolis, para Demetrio I y otros militares. Entre ellas estaba un ariete de 60 metros de largo. Sus máquinas influyeron en el arte de la poliorcética durante siglos, y el término Helépolis se aplicó a otras torres de asedio similares en los siglos posteriores.

## La Helépolis

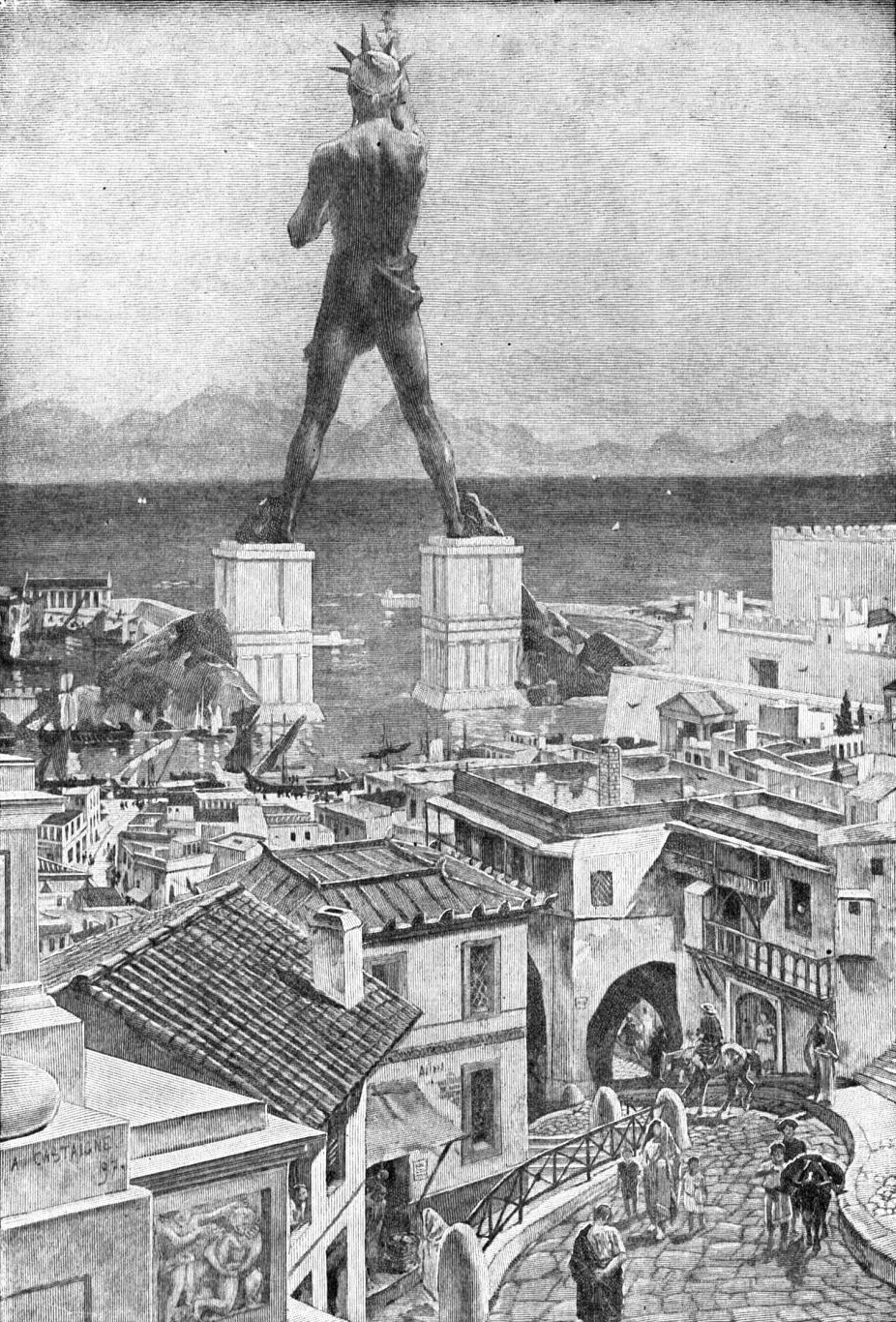
El Coloso de Rodas, construido con materiales reciclados de la Helépolis.

El diseño de la Helépolis se basó en el de otra máquina anterior más pequeña usada en el sitio de Salamina en torno al 305 a. C. Si las noticias transmitidas en los escritos de antiguos historiadores como Diéclides de Abdera, Vitruvio y Plutarco son ciertos, la Helépolis fue la mayor máquina de asedio jamás construida: era una estructura en forma de torre de 20 metros de ancho y 42 metros de alto, que reposaba sobre ocho ruedas de 3,6 metros de alto que permitían moverla. 
Todas las caras expuestas de la Helépolis estaban protegidas; la estructura de madera estaba protegida con placas de hierro; en el interior había almohadillados forrados de cuero para soportar los proyectiles de balistas y catapultas. El interior estaba dividido en nueve pisos comunicados por escaleras desde la base hasta el tope. En torno a 3600 hombres formaban la dotación de la Helépolis, que se turnaban para mover la máquina, que pesaba más de 160 toneladas.
Además, la Helépolis estaba muy bien armada: tenía varias catapultas y balistas en cada piso que disparaban al campo de batalla a través de postigos.

### El asedio
A pesar del diseño aparentemente indestructible de la Helépolis, durante el asedio varias placas de hierro salieron de su sitio, lo que hizo vulnerable a la máquina. Por temor a que fuera incendiada, Demetrio I ordenó que se retirase del campo de batalla. Pasado un tiempo, el asedio de Rodas se abandonó cuando se vio que las fortificaciones de Rodas era inexpugnables. Tras el asedio, la Helépolis se abandonó cerca de Rodas. Los rodios fundieron sus piezas de metal y usaron el metal resultante para construir el Coloso de Rodas.